# Tetris (film)
Pour les articles homonymes, voir Tetris (homonymie).
Pour plus de détails, voir Fiche technique et Distribution.
Tetris est un film américano-britannique réalisé par Jon S. Baird et sorti en 2023. Il revient sur le développement du célèbre jeu vidéo du même nom et la bataille juridique pour ses droits.
Il est présenté au festival South by Southwest, avant sa diffusion sur Apple TV+.

## Synopsis
Henk Rogers, développeur et promoteur de jeux vidéo, voit pour la première fois le jeu Tetris à un salon professionnel en 1988. Il prend alors tous les risques pour lui et sa famille en se rendant en URSS pour négocier les droits de publication afin de commercialiser le jeu dans le monde entier. Il va alors faire face à un monde rempli de corruption, où conclure un contrat n'est pas si évident.

## Fiche technique
Sauf indication contraire, les informations mentionnées dans cette section peuvent être confirmées par la base de données cinématographiques IMDb,  présente dans la section « Liens externes ».
- Titre original : Tetris
- Réalisation : Jon S. Baird
- Scénario : Noah Pink
- Musique : Lorne Balfe
- Direction artistique : Jo Riddell
- Décors : Dan Taylor
- Costumes : Nat Turner
- Photographie : Alwin H. Küchler
- Montage : Martin Walsh
- Production : Gillian Berrie, Len Blavatnik, Gregor Cameron et Matthew Vaughn

Coproducteurs : Agustine Calderon et Iain Mackenzie
- Sociétés de production : AI-Film et Marv Films
- Société de distribution : Apple TV+
- Budget : n/a
- Pays de production :  États-Unis,  Royaume-Uni
- Langue originale : anglais
- Format : couleur
- Genre : drame biographique, thriller
- Durée : 118 minutes
- Date de sortie[2] :
  - États-Unis : 15 mars 2023 (avant-première au festival South by Southwest)
  - Monde : 31 mars 2023 (sur Apple TV+)
- Classification :
  - États-Unis : R (interdit aux moins de 17 ans)
  - France : déconseillé aux moins de 12 ans

## Distribution
- Taron Egerton (VF : François Deblock) : Henk Rogers
- Toby Jones (VF : Jacques Bouanich) : Robert Stein
- Nikita Efremov (VF : Marc Arnaud) : Alekseï Pajitnov
- Sofia Lebedeva (VF : Lola Nédélian) : Sasha
- Roger Allam (VF : Bernard Métraux) : Robert Maxwell
- Anthony Boyle (VF : Adrien Larmande) : Kevin Maxwell (en)
- Togo Igawa : Hiroshi Yamauchi
- Ken Yamamura (VF : Benjamin Gasquet) : Minoru Arakawa
- Ben Miles (VF : Stéphane Ronchewski) : Howard Lincoln
- Ayane Nagabuchi (VF : Laura Hatchadourian) : Akemi Rogers
- Matthew Marsh (VF : Michel Prud'homme) : Mikhaïl Gorbatchev
- Rick Yune (VF : Emmanuel Curtil) : Eddie, le banquier.
- Oleg Stefan (VF : Bernard Lanneau) : Nikolai Belikov

## Production

### Genèse et développement
En juillet 2020, il est annoncé qu'un film biographique sur la création de Tetris est en développement. Il reviendra sur la gestation du jeu vidéo ainsi que sur la bataille judiciaire sur sa propriété, sur fond de guerre froide. Jon S. Baird est annoncé comme réalisateur et Taron Egerton pour incarner Henk Rogers. L'acteur confirme sa participation le mois suivant et explique en interview que le film sera assez proche de The Social Network. En novembre 2020, Apple TV+ acquiert les droits de distribution.

### Tournage
Le tournage débute à Glasgow en décembre 2020. Des scènes sont notamment tournées à l'aéroport de Glasgow-Prestwick et sur la côte d'Ayrshire. En février 2021, l'équipe tourne dans la ville d'Aberdeen, notamment le bâtiment de zoologie de l'université d'Aberdeen, utilisé comme décor du siège de la firme Elorg. La production retourne à Glasgow pour quelques jours et s'achève en mars 2021,.

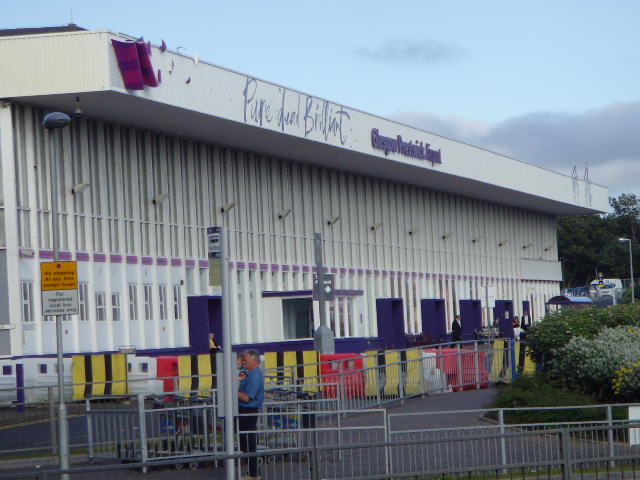
L'aéroport de Glasgow-Prestwick
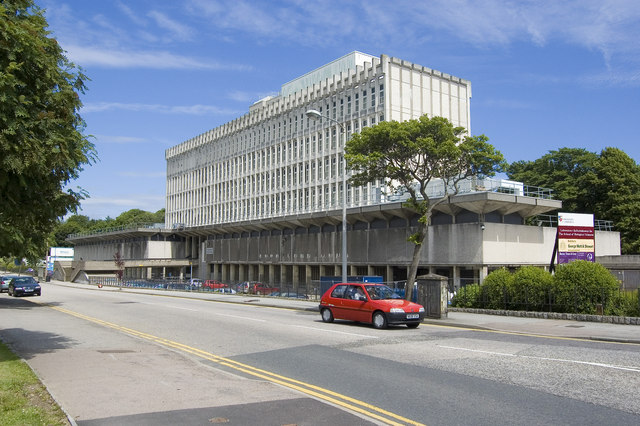
Le bâtiment de zoologie de l'université d'Aberdeen

## Accueil

### Sortie
Le film sort exclusivement sur la plate-forme de vidéo à la demande Apple TV, le 31 mars 2023. Selon les données de Reelgood, le film Tetris se classe en 7e position des contenus les plus regardés lors de la semaine de sortie sur les plateformes de vidéos à la demande.

### Accueil critique
À sa sortie, le film reçoit des critiques mitigées. Sur l’agrégateur de critiques Rotten Tomatoes, il obtient 82% d'avis favorables pour 180 critiques et une note moyenne de 6,7⁄10. Le consensus suivant résume les critiques compilées par le site : « Bien qu'il soit loin d'être aussi addictif ou rapide que le jeu, Tetris offre un récit amusant et pétillant de l'histoire derrière un classique 8 bits ». Sur Metacritic, qui utilise une moyenne pondérée, le film obtient une note de 61⁄100 pour 36 critiques.
Sur le site AlloCiné, qui recense cinq critiques de presse, le film obtient la note moyenne de 3,4⁄5
. Le site souligne l'aisance de Taron Egerton dans le rôle d'Henk Rogers, avec une alternance de registres comiques et dramatiques bien orchestrée, mais indique que le film pèche par son intrigue, et que « des notions de droit vous seront également utiles » malgré une intrigue qui ne recèle pas d'énormes surprises. Bien qu'il estime le scénario est réussi et que le film ne comporte que peu d'erreurs, il le qualifie de « simple téléfilm de haut standing ».
Le Monde pointe de son côté un scénario probablement enjolivé par The Tetris Company, où l'aide qu'a pu avoir Alekseï Pajitnov dans le développement du jeu de collègues soviétiques est éclipsée et où Henk Rogers aurait eu un rôle primordial dans certaines fonctionnalités du jeu. Le journal regrette les  invraisemblances du scénario au regard des faits réels mais souligne qu'il présente ce jeu vidéo de façon originale, avec de nombreuses scènes de tractations commerciales, et qu'il reste toutefois accrocheur.
Renaud Barinian, du journal Le Parisien, regrette la mise au second plan du rôle d'Alekseï Pajitnov dans le film, en faveur d'une « complexe négociation de droits internationaux », entrecoupée de scènes aussi spectaculaires qu'irréalistes. Il apprécie toutefois la prestation de Taron Egerton dans le rôle de Henk Rogers et plus généralement la mise en scène des personnalités ayant écrit l'histoire de Tetris dans les années 1980.